# Schönfeld (Greiz)
Schönfeld ist ein Ortsteil von Greiz im Landkreis Greiz in Thüringen.

## Lage
Auf der östlichen etagenmäßig gebildeten Anhöhe des Elstertals liegt der Ortsteil Schönfeld und wird  von der Bundesstraße 94 tangiert. Das Plateau ist auf unebenen Flächen umgeben von Wäldern.

## Geschichte
Das ehemalige Dorf wurde erstmals am 21. Januar 1216 urkundlich erwähnt.

## Persönlichkeiten
- Heinrich Ludwig von Kommerstädt (1824–1877), Gutsbesitzer und Reichstagsabgeordneter
- Karl Friedrich Petzold (1832–1893), Gutsbesitzer und Politiker